# L'Homme à la Gordini
Pour plus de détails, voir Fiche technique et Distribution.
L'Homme à la Gordini est un court métrage d'animation fantastique et humoristique français réalisé par Jean-Christophe Lie, sorti en 2009.
Le film a été sélectionné dans de nombreux festivals et a reçu plusieurs distinctions, dont une nomination au César du meilleur film d'animation.
Il a également été distribué en 2011 au sein du programme Logorama and Co.

## Synopsis
Le film se déroule dans un univers fantastique inspiré des années 1970, dans une banlieue imaginaire. Dans ce monde, personne ne porte de vêtements du bas, seulement des hauts de couleur orange. Monsieur R et son épouse s'opposent à cette domination totalitaire de l'orange et préparent la révolution vestimentaire. Un homme masqué, habillé en bleu et conduisant une R8 Gordini bleue, leur vient en aide dans leur révolte.

## Fiche technique
- Titre : L'Homme à la Gordini
- Réalisation : Jean-Christophe Lie
- Scénario : Jean-Christophe Lie
- Chargé d'animation[pas clair] : Jean-Christophe Lie
- Société de production : Prima Linea productions
- Pays de production :  France
- Langue originale : français
- Format : couleur - 1,85:1 - 35 mm
- Durée : 10 minutes
- Date de sortie : 2009

## Distribution des voix
- Marion Ducamp : Madame R
- Patrick Hauthier : Monsieur R
- Sophie Fougère : la concierge / la commissaire
- Daniel Crumb : un policier / un garde / un voisin
- Joël Pyrene : un policier / un garde / un voisin

## Distinctions
Le court métrage remporte le prix du court métrage d'animation au festival City of Lights, City of Angels de Los Angeles en 2010. La même année, il remporte le Lutin du meilleur son au festival français des Lutins du court métrage. Il est également nommé pour le César du meilleur film d'animation.
En outre, le film est sélectionné dans une trentaine de festivals de cinéma à travers le monde.